# Pablo Coira
Pablo Coira Lojo (Villagarcía de Arosa, 18 de octubre de 1979) es un exfutbolista español que jugaba en la demarcación de lateral derecho.

## Trayectoria
Comenzó a jugar profesionalmente en la SD Compostela en la Segunda División en el año 1998, un año después ficha por el Celta de Vigo para suplir la venta de Michel Salgado, donde militará cuatro años con un papel como suplente a causa del gran papel de Juan Velasco en su misma posición.
Siendo aún jugador del SD Compostela formó parte de la Selección de fútbol de España Sub-20 que ganó el Campeonato del Mundo en el año 1999, selección en la que se encontraban además del propio Pablo Coira, Iker Casillas, Dani Aranzubía, Pablo Orbáiz, Carlos Marchena, Xavi Hernández, David Bermudo, Fran Jusué, Fernando Varela, Álvaro Rubio, Gabri, Gonzalo Colsa, Fran Yeste, Jose Javier Barquero, Álex Lombardero, Pablo Couñago, David Aganzo y Rubén Suárez, el seleccionador era Iñaki Sáez.
En la temporada 2000–2001 se proclamaría con el Celta de Vigo campeón de la Copa Intertoto de la UEFA y subcampeón de la Copa del Rey
En el año 2003 ficha por el Deportivo Alavés, de donde tras una cesión al Recreativo de Huelva marcharía al Aris de Salónica en el año 2006. Un año después volvería a la península al UE Figueres en Tercera División
En la temporada 2008-2009 milita en el equipo filial del RCD Espanyol en tercera división.
El año siguiente vuelve a emigrar, esta vez a Hungría, al Budapest Honvéd FC, donde jugó principalmente como centrocampista.
Además de ser internancional con la selección española sub-20 en 15 ocasiones, lo fue además con la sub-21 en 10 ocasiones.
Desde 2013 trabaja en la Spanish Soccer School (Dubái) entrenando a jóvenes talentos.
Actualmente y desde el 2020, trabaja como entrenador en Fursan Hispania FC en Emiratos Árabes Unidos.

## Clubes
| Club                          | País                | Año                 | Partidos | Goles |
| ----------------------------- | ------------------- | ------------------- | -------- | ----- |
| Categorías Inf. Arosa S.C.    | España              | 1985-1998           | ?        | ?     |
| S.D. Compostela               | España              | 1998-1999           | 31       | 2     |
| Real Club Celta de Vigo       | España              | 1999-2003           | 67       | 2     |
| Deportivo Alavés              | España              | 2003-2004           | 28       | 0     |
| Recreativo de Huelva          | España              | 2004-2005           | 4        | 0     |
| Deportivo Alavés              | España              | 2005-2006           | 0        | 0     |
| Figueras                      | España              | 2006-2007           | 6        | 0     |
| Aris Salónica                 | Grecia              | 2006-2007           | 10       | 0     |
| UE Castelldefels              | España              | 2007-2008           | ?        | ?     |
| RCD Espanyol B                | España              | 2008-2009           | 31       | 0     |
| Budapest Honvéd Football Club | Hungría             | 2009-2011           | 39       | 4     |
| Total en su carrera           | Total en su carrera | Total en su carrera | 210      | 8     |

## Palmarés
| Título                        | Club                                 | País    | Año  |
| ----------------------------- | ------------------------------------ | ------- | ---- |
| Copa Mundial de Fútbol Sub-20 | Selección de fútbol de España sub-20 | Nigeria | 1999 |
| Copa Intertoto de la UEFA     | Celta de Vigo                        | España  | 2000 |